# RST értékelés
Az RST értékelés egy rádiós átvitel minőségének számszerű értékelése, vételjellemzése a rádióamatőr forgalomban.
A vételjellemzést nevezik még riport-nak, vagy report-nak is. Rádióamatőr forgalmazásban a vételjellemzés a QSO kötelező eleme, melyet a forgalmi naplóban is rögzíteni kell.

## A vételjellemzésnél használt kód felépítése[1]
Vételjellemzésnél adásmódtól függően különböző szempontok alapján határozzuk meg a vételjellemzésre használt kódot. Szempontok:
| Betűjel | Meghatározás                                   | Érték, jelentés |
| ------- | ---------------------------------------------- | --- |
| R       | Readability A jelek olvashatósága, érthetősége | 1. olvashatatlan 2. alig olvasható/értelmezhető, esetenként a szavak megkülönböztethetők 3. számottevő nehézséggel olvasható/értelmezhető 4. gyakorlatilag hiba nélkül olvasható/értelmezhető 5. kifogástalanul olvasható/értelmezhető |
| S       | Signal strength a jelek erőssége               | 1. alig észlelhető, gyenge jelek 2. nagyon gyenge jelek 3. gyenge jelek 4. kielégítő jelek 5. elég jó jelek 6. jó jelek 7. mérsékelten erős jelek 8. erős jelek 9. nagyon erős jelek |
| T       | Tone hangszín                                  | 1. rendkívül durva, szűretlen, váltakozóáramú hang 2. nagyon durva, szűretlen, váltakozóáramú hang 3. egyenetlen, egyenirányítás után nem szűrt váltakozóáramú hang 4. egyenetlen hang, némi szűrés nyomokkal 5. szűrt, de erős búgással modulált hang 6. szűrt hang, a búgás határozott nyomaival 7. közel tiszta hang, búgás nyomaival 8. közel tiszta hang, csekély búgás nyomokkal 9. teljesen tiszta hang, búgás nyoma nélkül |
| M       | M moduláció                                    | 1. érthetetlen 2. rossz minőségű moduláció, gerjedésekkel 3. rossz minőségű moduláció, részben frekvenciamoduláció 4. túlmoduláció 5. jó minőségű moduláció, túlmoduláció nélkül |
| V       | V láthatóság                                   | 1. alig használható 2. gyenge 3. elég jó 4. jó 5. kiváló |

S érték meghatározása az S-mérő által kijelzett érték alapján:
| S-mérő/jelszintmérő értékei | S-mérő/jelszintmérő értékei | S-mérő/jelszintmérő értékei | S-mérő/jelszintmérő értékei | S-mérő/jelszintmérő értékei |
| S érték                     | jelszint (dBµV)             | jelszint (dBµV)             | jelszint (dBm)              | jelszint (dBm)              |
| S érték                     | RH                          | URH                         | RH                          | URH                         |
| --------------------------- | --------------------------- | --------------------------- | --------------------------- | --------------------------- |
| S1                          | -14                         | -34                         | -121                        | -141                        |
| S2                          | -8                          | -28                         | -115                        | -135                        |
| S3                          | -2                          | -22                         | -109                        | -129                        |
| S4                          | 4                           | -16                         | -103                        | -123                        |
| S5                          | 10                          | -10                         | -97                         | -117                        |
| S6                          | 16                          | -4                          | -91                         | -111                        |
| S7                          | 22                          | 2                           | -85                         | -105                        |
| S8                          | 28                          | 8                           | -79                         | -99                         |
| S9                          | 34                          | 14                          | -73                         | -93                         |

Az RST kód különböző üzemmódok esetén a következő mennyiségekből épül fel:
| Üzemmód vagy moduláció                   | Kód felépítése |
| ---------------------------------------- | -------------- |
| Távíró, géptávíró, RTTY, Digitális módok | RST            |
| AM                                       | RSM            |
| SSB                                      | RS             |
| SSTV, FAX, egyéb képi módok              | RSV            |
| FM                                       | R              |

Forgalmazás során a következőképp lehet megadni távíró vagy digitális módban:
```
...
HA0ABC HA1XXX RST 569
HA1XXX HA0ABC RST 578
...

```

Távbeszélő üzemmódban a következőképp adhatunk vételjellemzést:
- " ... a riportom számodra ötös kilences"
- "... a riport négy hét"

Számítógéppel segített összeköttetések, MGM esetén megoldható, hogy az összeköttetés során a jelerősséget a számítógép méri meg, és az összeköttetéskor azt önműködően beépíti az összeköttetésbe. Programtól függően lehet dB, vagy SNR.
```
...
HA0ABC HA1XXX -8
HA1XXX HA0ABC -15
...

```